# Bertin Ollé Ollé
Bertin Ollé Ollé (Yaundé, 30 de noviembre de 1961-ibidem, 13 de enero de 2024) fue un futbolista camerunés que jugaba en la posición de centrocampista.

## Carrera

### Club
| Periodo   | Club             |
| --------- | ---------------- |
| 1979-1989 | Tonnerre Yaoundé |
| 1990      | Racing Bafoussam |

### Selección nacional
Jugó para Camerún en 10 ocasiones de 1987 a 1988 y anotó cuatro goles; participó en la Copa Africana de Naciones 1988 y en los Juegos Panafricanos de 1987. También jugó con la selección juvenil en la Copa Mundial de Fútbol Sub-20 de 1981.

## Logros

### Club
- Primera División de Camerún (5): 1981, 1983, 1984, 1987, 1988
- Copa de Camerún (2): 1987, 1989

### Selección nacional
- Copa Africana de Naciones (1): 1988